# Кольонія-Лісево
Кольонія-Лісево (пол. Kolonia Lisewo) — село в Польщі, у гміні Пиздри Вжесінського повіту Великопольського воєводства.
У 1975-1998 роках село належало до Конінського воєводства.